# 정인보
정인보(鄭寅普, 1893년 5월 6일 ~ 1950년 11월)는 식민지 조선과 대한민국의 독립운동가, 한학자·역사학자·언론인·정치인·작가이다.
대한민국 정부 수립 시 무임소 장관실 초대 감찰위원장이었으며, 1950년 한국전쟁 때 납북되었다. 본관은 동래, 자는 경업(經業), 호는 위당(爲堂), 담원(薝園), 미소산인(薇蘇山人).

## 생애

### 나서부터 중국 유학까지
1893년 음력 5월 초엿새 서울 북단재의 외가에서 출생하였다. 부친은 정은조(鄭誾朝), 모친은 참판을 지낸 성건호의 딸 달성 서씨(達城 徐氏). 조부로부터 훈도를 많이 받았으며 집안 어른 중 정인표의 가르침이 컸다. 소년 정인보에게 정신적으로 영향을 끼친 사람 중에는 양명학 강화학파의 경재 이건승과 난곡 이건방이 있다.
1904년 11세 때 서울을 떠나 양근, 진천 등지를 전전하였다. 2년여 후 서울로 돌아와 13세 나이에 창령 성씨 댁 동갑내기 규숙과 결혼하였다. 규숙은 1913년 9월 6일 쌍둥이 딸을 낳고 9일만에 사망했다. 후둥이 역시 그를 따라 사망하였다.
1908년 16세 때 이민웅을 따라 상해로 가서 2년여 체류하였다. 이때를 시작으로 전후 다섯 차례 중국을 다녀왔으며 정확히는 1910년 18세에 상해에 다녀오고 1911년 홍명희와 생모 서씨와 동행, 1912년 겨울에 생모를 모시고 안동현을 다녀왔고 1913년에 다시 만주를 거쳐 상해로 갔다. 이때 6-7개월간 머무르다 부인 서씨의 부고를 듣고 귀국하여 이후로 계속 조선에 머물렀다.
1912년 상하이에서 동제사 설립에 참여하였다. 정인보는 중국에 머물던 시절 중국에서 배울만한 학자로 장병린을 꼽은 바 있다.

### 귀국하여
중국에서 돌아온 정인보는 상복으로 또한 망국민의 표로서 검은 양복과 검은 모자 차림으로 일관하였으며 이 때문에 경찰에 불려다녔다. 귀국으로부터 6개월 무렵인 11월 24일 18세 조경희와 재혼하였다. 셋째딸 정양완의 증언에 따르면 어린 딸을 위한 부모의 뜻이었다고 한다.
1914년 솔가하여 충청도 진천으로 내려갔다. 서울 생활에서 의미를 찾기 힘들었을 뿐 아니라 생활비를 감당하기 힘들었을 것이라고 생각된다. 이후 4년여간 진천에서 살다가 1919년 충남 목천으로 솔가하여 이사하였다. 이 역시 생활방편 때문이었을 것으로 생각된다.
1922년 4월 연희전문학교 교수로 초빙되었다. 어떤 경로로 하여 초야의 촌부가 교수로 발탁되었는지 기록은 존재하지 않는다. 당시 정인보의 나이는 고작 30세였으며 학교로서는 파격적 인사였다. 정인보는 한문과 조선문학을 강의하였고 각 학년의 담임도 여러차례 역임하였다. 연희에서의 명강의로 유명세를 타 이화여자전문학교, 세브란스 의학전문학교, 중앙불교전문학교에 초빙되어 국학과 동양사를 강의하였다. 1924년 《시대일보》에 이어 《동아일보》 논설위원에 위촉되었다. 정인보의 글은 매섭고 거침없기로 정평이 났으며 30대 초중반에는 한국의 대표급 문사로 알려졌다. 사회적으로 비중있는 일이 있으면 집필의뢰가 들어왔다.
40대에 들어 정인보는 국학(본국학(계몽기)-조선학(일제하)-한국학(해방후))에 남다른 관심을 갖고 본격적으로 연구에 돌입하였다. 그리하여 〈국학인물론〉에서 송강 정철과 다산 정약용, 단재 신채호에 관한 값있는 논저를 남겼으며 특히 〈다산 선생의 생애와 업적〉은 질량에 있어 괄목할만한 업적으로 평가된다. 필생의 역작 《양명학연론》 역시 이 시기의 노작이다. 또한 적잖게 역사 관련 저술을 했으며 대표적인 것이 《조선사연구》이다. 정인보는 시조작가라는 호칭에 걸맞게 많은 시조를 지어 남겼다. 정인보가 처음으로 발표한 시조는 1926년 12월 《계명》에 게재된 〈가신 어머님〉이다. 이후로 수백편의 시조를 지었으며 해방 후 1948년 12월 을유문화사에서 《담원시조집》을 간행, 총 292수가 수록되었다. 정인보는 기행문 작가로서도 훌륭한 작품을 몇 편 남겼다. 대표적으로 금강산 지역을 여행한 《관동해산록》과 남도지방의 기행문 《남유기신》이 있다.
1937년 봄 일제의 회유와 압박을 피해 연희전문대학을 퇴임하였다. 1940년 가을 솔가하여 경기도 양주군 노해면 창동 733번지로 이사하였다. 정인보는 창동의 누옥에서 은거생활에 들어갔다. 정인보는 외출을 삼가고 책을 읽고 글을 썼으며 특히 이 시기에 많은 시조를 지었다. 1945년 경기도 양주에서 다시 전라북도 익산군 황화면 중기리 윤석오의 집으로 옮겨갔다.

### 광복 후

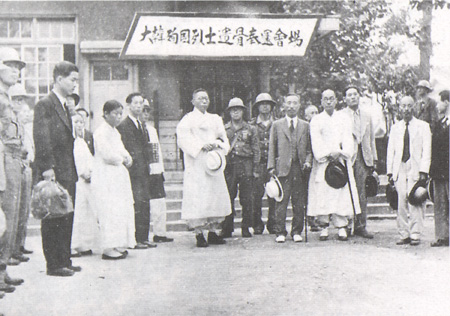
1946년 3월 순국삼의사 유해봉환식장에서 김구, 방응모 등과 함께.

1945년 8월 광복을 맞아 〈선국선열추념문〉을 발표, 순국지사와 생존지사를 추념하였다. 이어 임시정부요인들을 환영하는 〈본영사〉를 지었다. 1946년 11월 국학전문학교에 초빙되어 열성을 다하여 경영과 강의에 임하였다.
1948년 8월 대한민국 정부가 수립되면서 8월 28일 감찰위원장(현 감사원장)에 임명되었다. 이시영 부통령의 천거였다고 한다. 정인보는 어수선한 관기와 공직자의 청렴을 위한 감독을 게을리 하지 않고 1949년 2월 2일 임영신 상공부 장관의 비행을 국무회의에서 보고하였다. 임영신은 이승만의 총애를 받는 측근 중의 측근이었기에 이승만 정부와 길항관계가 되었다. 감찰위원장으로서 소임을 다하기 힘든 상황이 오자 정인보는 1949년 7월 23일 감찰위원장직을 사임하였다. 감찰위원장을 내던진 이후 정인보는 초야에서 글을 쓰고 각종 비문을 지으며 유유자적히 생활하였다.
광복 후 정인보가 지은 노랫말에는 〈3·1절 노래〉, 〈광복절 노래〉, 〈제헌절가〉, 〈개천절가〉의 4대 국경절 가사가 있으며 그 밖에 〈국학대학가〉, 〈고려대학교가〉, 〈동국대학교가〉, 〈덕성여자중학교가〉, 〈성신여자중학교가〉, 〈국립도서관제〉, 〈대한부인회가〉, 〈학도특별훈련소가〉, 〈공무원의 노래〉 등을 작사하였다.

### 한국전쟁에 휘말리다
1950년 한국전쟁이 일어난 그해 7월 31일 서울에서 공산군에 의하여 납북된 이후 사망 시기가 알려져 있지 않았다. 한동안 신경완의 증언에 의하면 북한정권에 의해 '반동'으로 분류되어 국군 북진중 적유령 산맥에서 10월 23일에서 25일 사이 방치되었다가 그 후 병원으로 후송되어 결국 그해 11월 사망한 것으로 서술되어 있으나, 북한에서는 공식 사망일은 9월 7일로, 북행 직후 황해도에서 폭격을 받아 죽은 것으로 되어 있는데 이는 납북자들 죽음의 책임을 미국에 돌리기 위함이다.
그의 납북과 죽음에는 당시 북한 부수상이었던 홍명희의 차남으로 간첩으로 남파되었던 둘째사위인 홍기무(洪起武)가 상당히 관련되었다는 것이 넷째 아들 정양모 전 국립중앙박물관장의 증언이다.
홍명희는 월북할 때 둘째 아들 홍기무를 데리고 갔는데 그는 위당 정인보(爲堂 鄭寅普) 선생의 둘째 사위였습니다.   다음  위당 선생의 자제분인 정양모(鄭良謨) 전 국립중앙박물관장의 증언,

  “아버님과 벽초 선생이 절친해 벽초의 둘째 아들 홍기무와 둘째 누이의 혼사가 이루어졌다. 벽초가 1948년 남북연석회의에 가며 둘째 아들을 데리고 가 돌아오지 않았다. 그 후 둘째 매형(홍기무)이 남파간첩으로 내려왔다 붙잡혔다. 당시 아버님은 감찰위원장이었다. 6·25가 나자 형무소를 탈출, 서울이 점령당하자 큰 차를 타고 우리 집에 왔다. 장인에게 큰 절을 하더니 ‘장인께서도 저와 같이 혁명 사업을 하시지요’라고 했다. 그랬더니 아버지께서 ‘너는 유물론자고 나는 유심론자인데 어떻게 같이 혁명 사업을 하느냐’고 반문했다. 그러자 다시 큰 절을 하더니 ‘장인이 절개를 지키는 건 존경합니다. 그렇지만 우리 인민정부에 협력 안하시면 반동입니다’라고 하고 갔다. 그 며칠 후 보안서원 몇 명이 와서 아버지를 데리고 갔다.”

6.25 당시 사돈 홍명희는 남침 주범 김일성의 장인이었고, 사위 홍기무는 김일성의 처남이었다. 홍명희는 당시 북한 부수상이자, 전쟁의 최고 지도부였던 7인 군사위원회의 위원으로 김일성의 남침 준비와 수행에 적극 협력하는 등 6.25 주요 전범 중 한명이었다.

## 지식인들과의 교류
정인보는 상해 동제사 시절 박은식, 신채호 등과 만나 교류했으며, 이들을 무척 존경했다. 박은식의 정인보에 대한 영향에서 가장 큰 것은 양명학 방면에서였다. 정인보는 박은식의 양명학 천양에 대해 유교개혁, 서양문명에 대한 대응으로서 의의를 부여했다. 한편 신채호는 유교 자체에 부정적이었으나, 그럼에도 정인보는 그를 존숭했다. 가장 높이 평가한 것은 사학(史學)이었다. 정인보는 신채호 사학의 특징을 역사적 사실에 대한 탁월한 고증, 복잡한 자료에서 핵심을 파악하여 정리하는 점, 역사에서 간과했던 일을 예리한 안목으로 들추어내는 점으로 들었다.
승려 박한영과는 젊어서부터 교류했으며, 자신이 불교경전을 좋아하나 조예가 깊지 못하여 박한영의 경지가 어느 정도인지는 알지 못하나, 그의 시는 조예가 현묘하여 고인과 계합된다고 하였다. 정인보는 그에게 국토 답사에서 가장 큰 영향을 받았다. 박한영은 당시 정인보를 비롯한 여러 국학자들과 국토를 답사했다. 박한영은 수많은 답사를 통해 조선의 산하와 유적에 해박한 지식을 가지고 있었으며, 정인보는 그에게서 답사 여정, 유적 특징, 유적에 얽힌 일화 등에 많은 도움을 받았다.
그 밖에도 정인보는 《동아일보》 사장 김성수, 송진우와 교유했다. 《동아일보》에 참여하게 된 배경에는 오래전부터 지기 사이였던 홍명희와의 인연이 있었다. 이후 홍명희가 1925년 4월 《시대일보》 사장으로 취임하고 《동아일보》를 사임하자 그의 뒤를 이어 송진우가 주필이 되었다. 그때 처음 알게 된 송진우와 처음에는 덤덤한 사이였으나, 순종의 죽음을 계기로 민족운동을 계획하던 송진우가 그에게 특별한 부탁을 함으로써 가까워졌다. 또한 연희전문학교 인맥으로 주목할만한 인물로 백낙준, 백남운이 있다. 이들과 학문 기반, 학문 방법, 이념적 지향이 서로 달랐으나, 조선의 역사와 문화에 애정을 가지고 사상과 학문을 주체적으로 연구하고자 했던 점에서 공감하며 친밀한 교유를 나누었다.

## 사상
정인보는 동래 정씨로, 조선 시대에 다수의 재상, 문형을 배출한 명문가 출신이었다. 정인보의 가문은 조선 후기 소론학자 관료계로 분류되며, 따라서 정인보는 조선 후기 소론계의 학풍을 주요한 학문적 배경으로 두었다.
성운학·문자학을 깊이 연구한 소론계 학풍의 영향으로, 청대 고증학에 관심을 가졌고, 단옥재·주준성·장병린 등의 음운문자학을 탐구했다. 여기서 정인보는 조선학 연구, 글쓰기에 많은 시사점을 얻었다.
양명학이야말로 정인보의 학문·사상에서 가장 근간이었다. 정인보에게 양명학은 자기 학문의 뿌리이자 과거 학문의 병폐를 극복하고 주체적인 태도로 근대에 대응할 수 있는 대안이었다.
정인보가 역사를 평가할 때 중요한 잣대로 삼은 것은 주체성과 고유성이었다. 정인보는 비주체성, 사대주의적 태도를 조선사의 폐해이자 극복해야 할 문제로 보았으며, 때문에 조선시대는 사대주의적 태도로 주체성과 고유성을 잃었다고 판단했다. 반면에 고대는 민족의 고유성과 정체성을 간직하고 있다고 여겨 더 많은 관심을 보였다.

### '얼'
얼은 정인보의 저술의 핵심적 개념이자 그가 주창한 조선인의 정신이다.
정인보의 얼 개념은 1933년 자신이 《동아일보》에서 연재한 《양명학연론》에서 먼저 드러난다. 이 연재물에서 정인보는 외적 측면에 집중하여 내적 원인을 소홀히 하는 당시 조선인의 인식을 비판했다. 이러한 병폐를 극복하고자 정인보는 양명학을 주창했다. 정인보는 양명학에서 말하는 양지(良知)를 본심으로 고쳐 부르고, 이를 또 '본밑마음'으로 고쳐 불렀다. 본밑마음은 인간이면 누구나 가지고 있는 것으로 자신이 타고난 본밑 그대로이다. 정인보는 "자신 스스로가 한편으로는 가책과 불안감이 생기고 한편으로 긍정과 편안한 마음이 생기는 것"을 본심으로써 아는 것이라 했다. 다시 말하면 스스로에게 거짓 없이 진실된 마음이다. 그러한 본밑마음은 주체성에 대한 인식으로 이어지며, 주체적 실천을 수반한다. 여기서 주체적 실천의 동력이 바로 '감통(感通)'이다. 본밑마음은 천지만물과 감통하는 주체이자 동시에 백성의 아픔을 자신의 아픔으로 느끼는 통각의 주체이다. 본밑마음은 여기서 민족의식, 즉 민족의 정체성 '얼'로 발전한다.
1935년 1월부터 19개월 동안 《동아일보》에서 연재된 《오천년간 조선의 얼》에서, 정인보는 얼을 중심으로 조선의 '오천년 역사'를 기술했다. 얼은 인간이면 누구나 가지고 있는 것으로 얼이 인간의 존재 가치를 좌우한다. 또한 옳고 그름을 자기 의지대로 판단하는 이를 얼이 있는 사람이라 부른다. 얼이 꽉 차 있는 사람은 어떤 일에도 어릿하지 않고 뜨거운 열정으로 기운을 드날린다. 반편 얼이 빠진 사람은 어릿어릿하고 멍하고 거죽만 가지고 있다. 정인보는 이러한 인간의 얼을 국가의 얼, 즉 조선의 얼로 확장시킨다. 조선의 얼은 국난에 처했을 때 희미해지며 이를 극복했을 때 다시금 뚜렷해진다. 얼은 인간의 정신으로서 시공간을 초월하며 선조의 얼은 그들 자손의 얼로 계승된다. 얼은 또한 핏줄에도 통하며, '우리'가 역사서를 읽다가 문득 일어난 감정으로 미간을 찡그리거나 눈물을 흘리는 것은 바로 이 핏줄 때문이다.

### 한문과 국문
갑오경장을 기점으로 조선에서 한문의 지위가 하락하고 한글이 공식적 국문으로서의 지위를 획득했다. 이에 따라 진서라 하며 높여 부른 한문은 중국에서 들어온 말이라는 '한문'으로 타자화되었다.
1932년 《영인본 훈민정음》이 간행되었을 때 쓴 서문에서, 정인보는 민족과 음성을 결부하며 음성언어를 중시하는 언어관을 보였다. 그에 따르면 언어는 인간이 사물에 접할 때 마음에 느끼고 움직이는 바가 소리로서 입 밖에 나오는 것이며, 그 소리를 나타내는 방식은 풍속에 따라 달라지니 소리로써 같은 끼리임을 알게 되고, 같은 말을 사용하는 사람들이 한 겨레를 이룬다. 고로 음성언어는 자민족과 타민족을 구별짓는 요소로 다른 민족으로부터 빌릴 수 없는 민족 고유의 것이다. 나아가 정인보는 문자는 성음을 바탕으로 만들어진다고 보았다. 음성언어와 문자언어의 관계에서 음성언어를 더 근본적으로 보았으니, 조선민족의 음성언어를 바탕으로 만들어진 한글이야말로 참된 문자라는 논리로 이어진다.
다만 한자와 한글이라는 문자만으로 과거 조선문학의 정체성을 판가름하지는 않았다. 정인보에게 문자란 사상과 감정을 실어나르는 말[馬]이었기에, 문자 자체보다도 중요한 것은 그 글이 '조선의 분향(芬香)'을 함유하고 있느냐의 여부였다. 다시 말해 조선인의 사상과 감정을 담고 조선인의 음율과 어조만 있다면 한문이든 한글 문학이든 상관 없었다.

### 시조에 대하여
정인보가 처음 시조를 쓴 때는 1926년이었다. 그해 한글 반포 팔회갑(八回甲), 즉 480년을 맞이하여 가갸날이 정해졌으며, 이때 조선의 전통적 문학을 되살리고자 한 노력의 일환으로 시조부흥운동이 일어났다. 정인보가 시조를 짓게 된 데에는 이와 같은 배경이 있다.
정인보는 시조를 국고(國故), 즉 나라의 고유한 문화유산으로 인식했다. 국문과 한문을 대비하여 한글에 민족적 의미를 부여하였듯, 시조 역시 한문학 전통과 대비되는 조선의 고유 시가 양식으로서 의미를 부여했다.
시조가 근대 문학의 한 형식으로 재탄생하는 흐름에서, 최남선과 정인보는 시조의 내용에 깊이를 더하여 위상의 변화를 꾀할 수 있다고 보았다.
정인보 시조의 제재는 크게 어머니 또는 님에 대한 정, 기행과 자연, 교육자의 면모로 나뉘며, 이들 시조를 관통하는 공통적 주제는 민족정신 고취였다. 한편 격식의 제약이 따르는 장르에서는 시조를 쓰지 않았다.

## 평가

### 문장에 대하여
황원구는 정인보의 문장을 평하되 "전형적인 선비다운 독특한 필체로 많은 문고를 집필했다. 더러는 벽자를 골라서 쓰기도 했고, 까다로운 문체를 구사하기도 했지만, 문자은 대체로 전통적인 팔가문의 세계를 터득한 것이었다. 아울러 한국의 옛 말을 골라서 유창한 글과 아름다운 시조를 짓는 데도 일품이었고, 한시의 경지도 탈속하면서 현실적인 경세의 호소력이 있었다."고 했다. 다만 정인보의 글은 어렵다는 평을 받았으며 국문학자 천태산인 김태준은 "정인보의 글이 어려워 필자와 신문사 교정자와 총독부 검열자 세 사람만이 읽을 것"이라 혹평했다. 김태준은 또한 "문헌학적 공헌은 크다"고 인정하면서도 "논리의 비약은 그 공헌보다 더 크다."고 했다. 백낙준은 《담원시조집》의 〈서언〉에서 "위당은 시조 작가로 자처하지 아니할 것이요 또한 그러한 일컬음을 받기도 원하지 아니할 것이다. 그러나 위당은 시조를 짓고 또한 훌륭히 짓는 것이 사실이다."라고 했다.

## 사후
1983년 연세대학교출판부에서 유고 등을 모아 《담원 정인보 전집》 전6권을 묶어냈다.
1990년 건국훈장 독립장을 추서받았다.
2001년 연세대학교는 민족사관 정립과 국학 진흥에 헌신한 선생을 기리기 위해 제2인문관을 위당관(위당 정인보 선생 기념관)으로 지정하였다.
2008년 8월 학술지 ‘한국사 시민강좌’ 하반기호(43호)에서 대한민국 건국 60주년 특집 ‘대한민국을 세운 사람들’을 선발, 건국의 기초를 다진 32명을 선정할 때 교육,학술 부문의 한 사람으로 선정되었다.
2005년 태학사에서 정인보의 딸 정양완의 번역과 주석으로 《담원문록》 상·중·하 3권이 발행되었다.

## 가족
- 증조부 : 정원용(鄭元容, 1783~1873)
  - 조부 : 정기년(鄭基年, 1816~1865)[39]
    - 아버지(생부) : 정은조(鄭誾朝, 1856∼1926)[40] - 정인보는 생부 정은조의 슬하 2남 3녀 중 장남.
    - 어머니(생모) : 대구 서씨(大丘 徐氏) 부인 : 진사(進士) 서상진(徐相眞)의 딸[40]
    - 양부(본래 백부) : 정묵조(鄭黙朝, 1847 ~ 1866)[41] - 정인보 생부 정은조의 친형. 정묵조는 정기년의 장남.
    - 양모(본래 큰어머니) : 경주 이씨[41] 부인
      - 부인 : 성계숙(成癸淑) : 사별 초배
        - 장녀 : 정정완(鄭貞婉, 1913~2007) : 중요무형문화재 제89호 침선장(針線匠)[42]

      - 부인 : 조경희 (趙慶姬, 1897 ~ 1979.10.13) : 재혼 계배
        - 차녀 : 정경완(鄭庚婉, 1920~ )[43] : 벽초 홍명희의 아들 홍기무와 결혼하여 월북.[44][45]
        - 장남 : 정연모(鄭淵謨, 1923~ ) : 교사 역임
        - 차남 : 정상모(鄭尙謨, 1926~ ) : 서울 서부경찰서장역임
        - 삼녀 : 정양완(鄭良婉, 1929~ ) : 한국정신문화연구원 교수 역임[46] 후 현재 숙명여자대학교 명예교수. 남편은 강신항 성균관대학교 명예교수.
        - 삼남 : 정흥모(鄭興謨, 1931~?) : 한국 전쟁시 제 5사단 일원으로 철원지구에서 전사
        - 사남 : 정양모(鄭良謨, 1934~ ) : 국립중앙박물관장 역임
        - 사녀 : 정평완(鄭平婉, 1935~ ) : 교사 역임, 남편은 문국진 한양대학교 명예교수.

## 단행본
속간이나 번역물은 따로 기입하지 아니한다.
- 《조선사연구》(1946년, 서울신문사, 상·하, 《동아일보》에서 연재한 《五千年間 朝鮮의 얼》을 묶음)
- 《담원시조집》(1948년, 을유문화사)
- 《薝園國學散藁》(1955년, 文敎社)
- 《薝園文錄》(1967년, 연세대학교 출판부)
- 《薝園 鄭寅普全集》(1983년, 연세대학교 출판부, 1-4권은 한글로 쓴 글과 한시 수편, 5·6권은 한문으로 쓴 글)

## 같이 보기
| - 동아일보 - 조선일보 - 안재홍 - 문일평 - 여운형 | - 신채호 - 박은식 - 방응모 - 윤치호 - 장덕수 | - 조만식 - 정만조 - 홍명희 - 김소월 - 박종화 | - 송진우 - 김성수 - 김구 - 김규식 - 이광수 | - 주요한 - 주요섭 - 함태영 - 홍석형 |

## 참고 자료
- D-story 48 : ‘조선의 귀한 광부’ 위당 정인보와 동아일보(1) 동네(동아미디어그룹 블로그) 10월 - 18 - 2010
- D-story 49 : 위당 정인보 선생과 동아일보(2) 동네(동아미디어그룹 블로그) 10월 - 18 - 2010

| 전임 (초대) | 무임소 장관실 감찰위원회 초대 위원장 1948년 8월 28일 ~ 1949년 7월 21일 | 후임 노진설 |